# Inneres Organ
Als innere Organe werden im weiteren Sinn alle Organe mit Ausnahme des Bewegungsapparates, des Nerven- und Sinnessystems und des Grenzorgans Haut bezeichnet. Im engeren und allgemein gebräuchlichen Sinn versteht man darunter die in der Brust- und Bauchhöhle liegenden Organe. Alle diese Organe sind funktionell Teile eines oder mehrerer Organsysteme.
Sie umfassen somit:
| Organe                                                 | Wissenschaft                              |
| des Herz-Kreislauf-Systems (Herz und Blutgefäße)       | Kardiologie und Angiologie                |
| des Blut- und Abwehrsystems                            | Hämatologie, Immunologie und Allergologie |
| des endokrinen Systems (Hormondrüsen und Hormonzellen) | Endokrinologie                            |
| des Atemtrakts                                         | Pulmologie, Hals-Nasen-Ohren-Heilkunde    |
| des Verdauungssystems                                  | Gastroenterologie, Hepatologie            |
| des Urogenitalsystems (Harn- und Geschlechtsorgane)    | Urologie, Andrologie und Gynäkologie      |